# Ито, Канаэ
Канаэ Ито (яп. 伊藤 かな恵 Ито: Канаэ, род. 26 ноября 1986 года, преф. Нагано, Япония) — японская сэйю, актриса и певица. Как сэйю, сотрудничает с фирмой Aoni Production, как певица — с фирмой Lantis. Выпускница Amusement Media academy.

## Биография
Учась в начальной школе, она была членом кружка софтбола, в старшей — посещала несколько кружков, в том числе и театральный. Как она рассказывала в интервью, в школьные годы ей нравилось аниме HUNTER×HUNTER, и сэйю она захотела стать под впечатлением от актёрской игры сэйю из этого аниме, Дзюнко Такэути и Канако Мицухаси, в частности, благодаря радиопередачам с их участием. Окончив школу, Ито поступила в «Amusement Media Academy», которую окончила в 2007 году.
В аниме она дебютировала в 2006 году, уже в 2007-м получив свою первую главную роль (Аму Хинамори) в аниме «Характеры-хранители». За последующие несколько лет она сыграла ведущие роли ещё в ряде аниме, в частности, Taishō yakyū musume, Queen’s Blade, To Aru Kagaku no Railgun, Sora no Manimani. Однако её деятельность не ограничивается озвучиванием ролей в аниме и связанных с ними играх и радиопередачах. В 2009 году она сыграла в телесериале Yokojuu mabeshiba (яп. 幼獣マメシバ), снялась в качестве модели в журнале «Хойку-но хироба» (яп. 保育のひろば). Выступает также в качестве певицы (у неё сопрано). Ещё учась в «Amusement Media», она участвовала в сэйю-юнитах «Коэтти», а затем «Риратитти», а в 2009 году дебютировала и в качестве солистки.
Её хобби является фотография. Она любит делать снимки неба т. н. простейшим фотоаппаратом; часто публикует фотографии неба или облаков в своём блоге.
Не сильна с техникой. Не любит насекомых, снег, тёмные места, страшные истории.
Из других сэйю ей чаще всего приходилось играть с Аки Тоёсаки (в частности, в аниме «Характеры-хранители», To Aru Kagaku no Railgun, To Love-Ru, Hanasaku Iroha).
На проходившей 6 марта 2010 года церемонии вручения премии Seiyu Awards Ито (на пару с той же Тоёсаки Аки) получила премию «Лучшая начинающая актриса года».

## Озвученные роли
Ведущие роли выделены жирным шрифтом

### Аниме
2006
- Bakegyamon — девочка-победительница

2007
- Shugo Chara! — Аму Хинамори

2008
- Oden-kun — Сиратаки-химэ
- Gin Tama — девочка A
- GeGeGe no Kitaro — девочка, женщина и др.
- Kemeko Deluxe! — Риммири, подруга Тамако и др.
- Shugo Chara! — Аму Хинамори, Дайя
- Tetsuwan birdie DECODE — Нацуми Хаямия
- Hatara Kids Maihamu Gumi — Куми
- Sands of Destruction — девочка

2009
- Kin’iro no Corda ~Secondo Passo~ — ученица
- Queen’s Blade — Айри
- Guin Saga — Люсия
- GeGeGe no Kitaro — Таёко
- Shugo Chara! — Аму Хинамори, Дайя
- Sora no mamimani — Михоси Акэно
- Tetsuwan birdie DECODE2 — Нацуми Хаямия
- Taishou yakyuu musume — Коумэ Судзикава
- To Aru Kagaku no Railgun — Руйко Сатэн
- Negibouzu no asatarou — молодая женщина
- Battle Spirits — Руфия
- One Piece — женщина-рыцарь и др.

2010
- Ookami-san to Shichinin no Nakama-tachi — Ринго Акаи
- Mayoi Neko Overrun! — Фумино Сэридзава
- Asobi ni Iku yo! — Элис
- Shinryaku! Ika Musume — Санаэ Нагацуки
- Kami nomi zo Shiru Sekai — Эльси
- Kyou, Koi o Hajimemasu (OVA) — Цубаки Хибино
- Motto To Love-Ru — Нана Астар Дэвилюк
- Toaru Majutsu no Index II — Руйко Сатэн

2011
- Last Exile: Fam, the Silver Wing — Сара Августа
- Shinryaku!? Ika Musume — Санаэ Нагацуки
- Boku wa Tomodachi ga Sukunai — Сэна Касивадзаки
- Hanasaku Iroha — Охана Мацумаэ
- Nekogami Yaoyorozu — Аманэ
- Pretty Rhythm Aurora Dream — Крис Канамэ; Кансаки Соната в детстве
- Ro-Kyu-Bu! — Аой Огияма
- Sacred Seven — Вакана Ито
- Softenni — Асуна Харукадзэ
- The World God Only Knows II — Эльси
- The World God Only Knows OVA: 4 Girls and an Idol — Эльси

2012
- Mobile Suit Gundam AGE — Лу Анон
- Hyouka — Sweets Study Group Girl A
- Sword Art Online — MHCP001 — Юи
- Pretty Rhythm: Dear My Future — Хиэ Ин; Крис Канамэ
- Shining Hearts: Shiawase no Pan — Эмиль
- Shinryaku!! Ika Musume — Санаэ Нагацуки
- The Ambition of Nobuna Oda — Ода Нобуна
- The World God Only Knows OVA: Tenri Arc — Эльси
- To Love-Ru Darkness — Нана Астар Дэвилюк
- Ojarumaru — The Peach Flower

2013
- Boku wa Tomodachi ga Sukunai Next — Сэна Касивадзаки
- The World God Only Knows III — Эльси
- Ro-Kyu-Bu! SS — Аой Огияма
- To Aru Kagaku no Railgun SS — Руйко Сатэн
- Toaru Majutsu no Index: Endymion no Kiseki — Руйко Сатэн
- Hanasaku Iroha: Home Sweet Home — Охана Мацумаэ

### Игры
- Legend of Heroes: Ao no Kiseki — Кампанелла
- Boku wa Tomodachi ga Sukunai Portable — Сэна Касивадзаки
- Dynasty Warriors 7 — Ванг Юанджи
- Girls' Frontline[англ.] — Kel-Tec RFB[англ.], Shipka
- Hyperdimension Neptunia — Рэд
- Photo Kano — Харука Ниими
- Shining Hearts — Неллис, Эмиль и Эйри
- Rune Factory Oceans — Елена
- Tales of the World: Radiant Mythology 2 — Канонно Эархарт
- Tales of the World: Radiant Mythology 3 — Канонно Эархарт
- To Aru Kagaku no Railgun — Руйко Сатэн
- Toaru Majutsu to Kagaku no Ensemble — Руйко Сатэн
- Tokyo Babel — Сорами Кугуцу
- Fragile Dreams: Farewell of The Ruins — Девушка и Слуга 2
- Sword Art Online: Infinity Moment — Юй